# Wapen van De Vledder en Wapserveense Aa

Het wapen van het waterschap De Vledder en Wapserveense Aa

Het wapen van De Vledder en Wapserveense Aa werd op 5 januari 1959 per koninklijk besluit aan het waterschap De Vledder en Wapserveense Aa verleend. In 1996 ging het waterschap met de waterschappen Nijeveen-Kolderveen en Vollenhove op in Wold en Wieden. Hiermee verviel het wapen.

## Beschrijving
De blazoenering luidt als volgt:
Door een golvende rechterschuinbalk van keel geschuind van zilver en hermelijn; het zilveren veld beladen met een vierbladig klaverblad van sinopel, het hermelijnen veld met een tweede golvende schuinbalk van keel. Het schild gedekt met een gouden kroon van drie bladeren en twee paarlen.
De heraldische kleuren zijn: goud (geel), keel (rood), sinopel (groen) en zilver. Het schild is gedekt met een gravenkroon.

## Geschiedenis
Toen de eerste wapens aan waterschappen in Drenthe verleend werden had ook het waterschap De Vledder en Wapserveense Aa belangstelling voor een wapen. Op 10 september 1957 werd een ontwerp verzonden naar de Hoge Raad van Adel. De Hoge Raad stuurde een tegenontwerp, maar uiteindelijk heeft men het oorspronkelijke ontwerp toegekend.

## Symboliek
De hermelijn in het wapen verwijst naar de ontginning van het veen en is afgeleid van het wapen van Diever, onder welk gebied een deel van het waterschap viel. De golvende dwarsbalken in het ontwerp symboliseren de diepjes Vledder Aa en de Wapserveense Aa. Het klaverblad verwijst naar de weidegronden in het ontgonnen veengebied.

## Verwante en vergelijkbare wapens

Het wapen van het waterschap Wold en Wieden
Het wapen van het waterschap Nijeveen-Kolderveen
Het wapen van het waterschap Smilde
Het wapen van Diever

Drentse Aa ·
Amsterdamscheveld ·
Bargerbeek ·
Eemszijlvest ·
Emmer-Erfscheidenveen ·
Hesselte ·
Hunze en Aa ·
Loo- en Drostendiep ·
Meppelerdiep ·
Middenveld ·
De Monden ·
Nijeveen-Kolderveen ·
Noordenveld ·
Oostermoerse Vaart ·
De Oude Vaart ·
Reest en Wieden ·
Riegmeer ·
De Runde ·
Smilde ·
't Suydevelt ·
De Veenmarken ·
De Vledder en Wapserveense Aa ·
Weerdinge ·
De Wold Aa ·
Wold en Wieden ·
Zuiveringsschap Drenthe